# 圖勒凱爾姆戰役
2023年10月19日黎明，以色列入侵巴勒斯坦約旦河西岸圖勒凱爾姆的兩處難民營，包括努爾沙姆斯難民營和圖勒凱爾姆難民營。以色列的入侵迄今已造成12名巴勒斯坦人死亡、多人受傷，一名屬於軍階中士的警衛警察在以色列—巴勒斯坦邊境被擊斃。這次入侵發生在以色列—哈馬斯戰爭爆發後第13天。

## 以色列入侵

### 10月19日
以色列軍隊於2023年10月19日凌晨三點開始入侵圖勒凱爾姆，行動主要集中在該市的努爾沙姆斯難民營、圖勒凱爾姆難民營和該市街區。
入侵初期，以色列動用一批軍用推土機推平了努爾沙姆斯難民營內部和周圍的街道，並摧毀基礎設施。以色列還逮捕一群巴勒斯坦人，並控制該市附近的一組巴勒斯坦人房屋。入侵開始約12小時後，以色列使用裝載飛彈的軍用直升機盤旋該市上空以作空中掩護，這是自第二次巴勒斯坦大起義以來首次。以色列也用自殺式無人機轟炸努爾沙姆斯難民營中巴勒斯坦人，多人被炸死。
卡桑旅表示，他們用爆炸裝置攻擊入侵圖勒凱爾姆難民營的以色列軍隊，並表示已確認有以色列軍人傷亡。圖勒凱爾姆難民營的聖城旅表示，其成員向圖勒凱爾姆難民營內的以色列步兵和狙擊手開槍，造成以色列軍人傷亡。
以色列軍隊宣佈，努爾沙姆斯難民營內一枚巴勒斯坦爆炸裝置爆炸，造成1名警察死亡、9名士兵受傷。受傷士兵被轉移到以色列梅厄醫院救治。

### 10月20日
10月20日，圖勒凱爾姆多處繼續發生爆炸，圖勒凱爾姆旅宣布，其他巴勒斯坦武裝營和團體已經到達圖勒凱爾姆，並在戰鬥中支緩圖勒凱爾姆旅。
巴勒斯坦時間2023年10月20日早上7點，以色列軍隊在持續30小時的入侵後從圖勒凱爾姆街區及其兩座難民營撤出，該處的基礎設施、道路、建築物、電力、水和互聯網網路遭到嚴重破壞。
巴勒斯坦衛生部表示，「在佔領軍的屠殺中」，巴勒斯坦13人死亡，其中包括5名兒童。死者和傷者被轉移到該市的塔貝特政府醫院。